# Elizaveta Svilova
Ielizaveta Ignatevna Svilova (rus: Елизаве́та Игна́тьевна Сви́лова, traduït en abecedari llatí com Elizaveta Svilova) (Moscou, 5 de setembre de 1900 - Moscou, 11 de novembre de 1975) va ser una cineasta i editora de cinema soviètic. És coneguda per fer pel·lícules amb el seu marit Dziga Vertov i el seu cunyat Mikhail Kaufman. També és coneguda pels seus documentals sobre la Segona Guerra Mundial i per haver aparegut i muntat L'home amb la càmera (1929).

## Biografia
Ielizaveta Ignatevna Svilova (nascuda Elizaveta Schnitt) va néixer el 5 de setembre de 1900 a Moscou. A partir dels 14 anys, va començar a muntar pel·lícules per a l'empresa Pathé. Va treballar amb Vladimir Gardin i amb Vsevolod Meyerhold. De 1918 a 1922, va treballar a Narkompros (Comissariat del Poble per a l'Educació). Des de 1922, va treballar a Goskino. Va conèixer Dziga Vertov mentre treballava com a muntadora. Es van casar el 1923. Fins i tot després que el seu marit caigués en desgràcia a la indústria cinematogràfica soviètica, Svilova va continuar treballant al cinema. Van continuar treballant junts fins a la mort de Vertov per càncer d'estómac el 1954.
Tot i que va començar com a editora, Svilova es va allunyar de fer pel·lícules de ficció i va passar a muntar documentals. El seu debut com a directora va ser amb For You at the Front (1942). La caiguda de Berlín (1945), codirigida amb Iuli Raziman, va guanyar el premi Stalin el 1946.
Va ser la directora i muntadora de més de 100 documentals i noticiaris entre 1939 i 1956.
Després de la mort del seu marit, Svilova va abandonar la indústria. A partir de llavors, es va preocupar per cuidar el llegat del seu marit publicant els seus escrits i catalogant els seus manuscrits. Va morir el 1975 a Moscou i està enterrada al cementiri de Novodévitx.

## Consell de Tres
Va formar part del "Consell dels Tres", amb el seu marit i el seu cunyat, el director de fotografia Mikhail Kaufman. Eren considerats teòrics del muntatge i junts, "proclamaven una 'condemna a mort' al cinema anterior, culpant-lo de barrejar 'assumptes externs' del teatre i la literatura".
El grup és conegut per un "muntatge documental pioner". El seu film L'home amb la càmera (1929) amb Svilova muntant la pel·lícula i Kaufman filmant-la. La pel·lícula es considera "una fita en el cinema experimental".
Poc després de L'home amb la càmera, Kaufman i Vertov van tenir una baralla per les diferències artístiques que van fer que els dos germans no tornessin a treballar junts mai més. Una de les raons suggerides és el protagonisme de Svilova a la pel·lícula i la seva posterior notorietat.
El trio era conegut per les seves idees avantguardistes i futuristes. L'obra de Vertov va ser condemnada per ser massa formalista i no complir amb les expectatives del realisme socialista de l'època. El 1927, va ser acomiadat de l'estudi Goskino. A finals de la dècada de 1930, Vertov va tenir grans dificultats per trobar feina a la indústria cinematogràfica estatal.

## Segona Guerra Mundial
Va cobrir l'obertura d'Auschwitz a la Polònia nazi per l'Exèrcit Roig el gener de 1945. Va filmar un documental, que incloïa recreacions, titulat Auschwitz, part d'una exposició titulada Filmant la Guerra; els Soviètics i l'Holocaust (1941-1946) (9 de gener de 2015 - 27 de setembre de 2015) a París, al Memorial de la Shoah.
El 1946, el seu film Fascist Atrocities va ser usat com a prova en els judicis de Nuremberg. Més tard va dirigir una pel·lícula sobre els judicis, condemnant el bel·licisme i les atrocitats presents a la Segona Guerra Mundial.

## Filmografia
| Year   | Title                             | Notes                                                         |
| ------ | --------------------------------- | ------------------------------------------------------------- |
| 1920's | Kino-Pravda                       | 23 números sèrie de noticiaris                                |
| 1924   | Cinema-Ull                        | Editora                                                       |
| 1925   | Primer d'octubre sense Ilicha     | Assistent de direcció                                         |
| 1926   | La sisena part del món            | Assistent de direcció                                         |
| 1926   | Shagay, Sovet!                    | Assistent de direcció                                         |
| 1927   | Bukhara                           | Directora                                                     |
| 1928   | El jurament de la joventut        | Directora                                                     |
| 1928   | L'onzè any                        | Assistent de direcció                                         |
| 1929   | L'Home amb la càmera              | Editora                                                       |
| 1929   | Entusiasme                        | Assistent de direcció                                         |
| 1934   | Tres cançons de Lenin             | Assistent de Director i guanyadora de Orde de l'Estrella Roja |
| 1938   | En memòria de Sergo Ordzhonikidze | Assistent de direcció                                         |
| 1942   | Per tu al front                   | Directora                                                     |
| 1944   | Klyatva Molodykh                  | Directora                                                     |
| 1945   | La caiguda de Berín               | Directora, guanyadora del Stalin Prize el 1946                |
| 1945   | Auschwitz                         | Directora/Guionista                                           |
| 1946   | Atrocitats Feixistes              | Editora                                                       |
| 1946   | Desfilada de la Joventut          | Directora                                                     |
| 1947   | Jutjats de Nuremberg              | Directora                                                     |

Font: